# Адамович, Василий Иванович
Василий Иванович Адамо́вич (1856 — ?) — магистр гражданского права (1899).
Окончил гимназию Карла Мая (1877) и юридический факультет Санкт-Петербургского университета (1881). В 1881—1884 годах оставлен для приготовления к профессорскому званию по кафедре гражданского права Санкт-Петербургского университета. В 1884—1888 гг. — приват-доцент кафедры гражданского права и судопроизводства, в 1888—1904 гг. приват-доцент кафедры торгового права и судопроизводства Санкт-Петербургского университета. В 1885—1914 годах причислен к Государственной канцелярии. В 1880 годах опубликовал ряд рецензий в журналах «Юридическая библиография», «Журнал гражданского и уголовного права».
В 1904—1907 годах — и.д. экстраординарного профессора, в 1907—1910 гг. — и.д. ординарного профессора кафедры римского права Новороссийского университета в Одессе. В 1910—1914 годах преподавал гражданское и торговое право в Училище правоведения, где получил звание заслуженного профессора. В 1910—1911 гг. — чиновник особых поручений V класса при Министре народного просвещения. В 1911—1914 гг. причислен к Министерству народного просвещения.
В 1914—1917 гг. — член Совета Главного управления по делам печати Министерства внутренних дел. С апреля 1917 года в отставке.

## Основные труды по гражданскому праву и процессу
- Конспект русского гражданского судопроизводства. — 1884
- Гражданское судопроизводство. — 1885
- Пособие к лекциям русского гражданского судопроизводства. — 1891
- Очерк русского гражданского процесса. — 2-е изд., испр. и доп. — СПб.: Типо-литогр. и фототипия П. И. Бабкина, 1895. — Вып. 1. — II, 192 с.
- Конспект лекций по торговому праву 1898 / 1899
- Встречный иск: К учению о зачете. — СПб.: Типо-лит. А. Лейферта, 1899. — [290] с.
- Конспект лекций по догме римского права. Общая часть. — 1908